# Matteo Carcassi
Matteo Carcassi, né le 8 avril 1796 à Florence et mort le 10 janvier 1853 à Paris, fut un guitariste, compositeur et pédagogue italien et l'un des plus célèbres interprètes de son époque. Contemporain de l'espagnol Fernando Sor et de l'italien Mauro Giuliani, il est surtout connu pour ses œuvres pédagogiques. Ses 25 Études opus 60 sont un parcours obligatoire pour tout étudiant guitariste.

## Biographie
Matteo Carcassi commença très jeune l’apprentissage du piano puis de la guitare. C’est sur cet instrument qu’il va acquérir une solide réputation de virtuose. Il semble avoir combattu au côté des armées napoléoniennes et après son départ pour l’Allemagne en 1810, il s'installe définitivement à Paris vers 1816 (au plus tard) durant la période d'engouement pour la guitare que connait alors la capitale. Il n’a ainsi pas de difficultés à trouver des élèves de guitare et à asseoir sa réputation de professeur. Il arrive peu à peu à faire de l'ombre à Ferdinando Carulli, maître incontesté de la guitare à Paris depuis son arrivée en 1808 : Carcassi « porta plus loin que lui les ressources de son instrument » (Fétis). Il découvre de nouveaux effets sur la guitare et perfectionne le mécanisme du doigté. Il donne également des concerts à Londres et en Allemagne où il devient là aussi un concertiste et un professeur célèbre. Il va ainsi jouer régulièrement dans les plus grandes capitales européennes pendant une vingtaine d’années. C’est à partir de 1840 qu’il interrompt peu à peu ses tournées, qui durent être assez fatigantes. Il terminera sa vie à Paris.

## Style musical
L’œuvre de Matteo Carcassi est vaste et d’assez bonne qualité, au regard des compositions pour guitare de l’époque. L’harmonie est toujours correctement écrite (on décèle ici son expérience de pianiste) et ses qualités mélodiques sont certaines. Si les guitaristes ne connaissent en général que ses études et des extraits de sa méthode, le reste de son œuvre est très varié. Elle épouse tous les genres musicaux alors très en vogue à l’époque : pot-pourri et autres fantaisies sur des airs d’opéra favoris (Auber, Hérold, Weber, Adam), thème et variations ou danses de salon.

## Œuvres pour guitare
Op.1 - 3 Sonatines 

Op.2 - Trois Rondo Pour Guitare ou Lyre

Op.3 - Douze petites pièces Pour Guitare ou Lyre

Op.4 - 6 Valses (1820)

Op.5 - Le nouveau Papillon, ou Choix d’Airs faciles et soigneusement doigtés

Op.6 - Introduction avec Huit Variations et un Finale Sur le Duo de la Capricciosa Corretta

Op.7 - Au clair de la lune, Chanté dans Les Voitures Versées. Varié

Op.8 - Étrennes aux Amateurs ou Nouveau Recueil de Six Contredanses Françaises

Op.9 - Trois Airs Italiens Variés pour Lyre ou Guitare

Op.10 - Amusement ou Choix de 12 Morceaux faciles et soigneusement doigtés

Op.11 - Recueil de 10 petites Pièces

Op.12 - Trois Thèmes variés

Op.13 - 4 Potpourris des plus jolis Airs de opéras de Rossini

Op.14 - Mélange de vingt morceaux facile & soigneusement doigté & composé pour la guitare

Op.15 - Tra la la. Air Varié

Op.16 - 8 Divertissements

Op.17 - Le Songe de J.J. Rousseau. Air varié

Op.18 - 6 Airs variés d’une exécution brillante et facile

Op.19 - Fantaisie sur les plus jolis Airs de l’opéra Robin des bois (Der Freischütz)

Op.20 - Air suisse varié

Op.21 - Les Récréations des Commançans ou Choix de 24 petites Pièces très faciles

Op.22 - Air écossais de l'opéra La Dame blanche

Op.23 - Douze Valses

Op.24 - Air des Mystères d’Isis

Op.25 - 2e recueil de 8 Divertissements … Accordée en Mi majeur

Op.26 - Six Caprices (1826)

Op.27 - Variations brillantes sur un thème allemand

Op.28 - 2 Airs de ballet de l'opéra Moïse (Rossini), arrangés pour piano et guitare n°1 et n°2

Op.29 et 30 - introuvables

Op.31 - Variations brillantes pour la guitare sur un thème de la Cenerentola
6 Fantaisies sur des motifs d’opéras favoris
Op.33 - No. 1. La Muette de Portici

Op.34 - No. 2. Le Comte Ory

Op.35 - No. 3. La Fiancée

Op.36 - No. 4. Guillaume Tell

Op.37 - No. 5. Fra Diavolo

Op.38 - No. 6. Le Dieu et la Bayadere
Op.39 - introuvable

Op.40 - Fantaisie sur des motifs de l’opéra Zampa

Op.41 - Rondoletto pour la guitare sur l'air favori Clic clac

Op.42 - introuvable

Op.43 - Mélange sur des motifs de Zampa (Hérold), pour piano et guitare

Op.44 - 3 Airs suisses variés

Op.45 - Fantasie Sur les motifs du Serment, de D.F.E. Auber

Op.46 et 47 - introuvables

Op.48 - Fantasie Sur les motifs du Pré aux Clercs, de F. Herlod

Op.49 - Fantasie Sur les motifs de Gustave ou le Bal masqué de D.F.E. Auber

Op.50 et 51 - introuvables

Op.52 - Walse favorite du Duc de Reichstadt variée pour la guitare

Op.53 - Deux Quadrilles de Contredanse, deux Walses et deux Galops

Op.54 - Récréations musicales

Op.55 - Valses brillantes à l'espagnole

Op.56 - Adieu à la Suisse, air varié

Op.57 - Fantasie Sur les motifs de Cheval de Bronze, de D.F.E. Auber

Op.58 - introuvable

Op.59 - Méthode complète (1836)

Op.60 - 25 Études mélodiques et progressives. 1re Suite de la Méthode

Op.61 - introuvable

Op.62 - Mélange sur Sarah de Grisar

Op.63 - introuvable

Op.64 - Fantaisie sur des motifs du Postillon de Longjumeau d'Adam

Op.65 et 66 - introuvables

Op.67 - Mosaïque pour la Guitare sur les motifs favoris de l’opéra Le domino noir

Op.68 - Choix des plus Jolies Valses de Strauss et de Labitzky arrangées pour la guitare

Op.69 - Mélange pour la guitare sur les Airs favoris du Lac des Fées

Op.70 - Mélange pour la guitare sur les Airs de Zanetta, Opéra de D.F.E. Auber

Op.71 - Fantaisie sur l’opéra Les Diamants de la Couronne de D.F.E. Auber

Op.72 - introuvable

Op.73 - Fantaisie sur les motifs de La part du diable, Opéra de D.F.E. Auber

Op.74 - Mélange pour la guitare sur des Thèmes favoris de La sirène, Opéra de D.F.E. Auber

Op.75 - introuvable

Op.76 - Fantaisie (La Barcarolle)

Op.77 - introuvables

WoO - Variations sur la romance les Laveuses du Couvent

WoO - Récréations musicales de H. Herz, Rondeaux, Variations et Fantaisies sur 24 thèmes favoris. En 4 suites n°1 n°2 n°4

WoO - Variations sur un thème de Weigl de "La Famille Suisse"
Carcassi a également effectué de très nombreux arrangements de romances, de mélodies et d'airs d'opéras pour voix et guitare.